# Styrelsen för statens järnvägsbyggnader
Styrelsen för statens järnvägsbyggnader var en svensk förvaltningsmyndighet med ansvar för anläggande av stambanor och bibanor till dessa. 

## Historia
Myndigheten inrättades 1856 på begäran av Nils Ericson som fått i uppdrag att leda anläggandet av stambanorna. Ansvaret för trafiken ålades från 1863 Styrelsen för statens järnvägstrafik och med verkan från 1882 inordnades Statens järnvägsbyggnader i Väg- och vattenbyggnadsstyrelsen. Styrelsen upphörde slutligen då man sammanslogs med Styrelsen för statens järnvägstrafik och bildade Kungliga Järnvägsstyrelsen den 31 maj 1888.

## Chefer för Statens järnvägsbyggnader
- Nils Ericson (1856-1863)
- Carl Gottreich Beijer (1863-1888)